# Heber de Bôscoli
Heber de Bôscoli Ribeiro (Rio de Janeiro, 12 de abril de 1918 — Rio de Janeiro, 2 de junho de 1956) foi um radialista, ator, apresentador e compositor brasileiro.
No Rio de Janeiro, Heber de Bóscoli iniciou sua carreira artística na Rádio Cruzeiro do Sul - renomeada posteriormente como Rádio Tamoio. Seus programa mais famoso foi A Hora do Pato, programa da Rádio Nacional, apresentado aos domingos. Ainda na Rádio Nacional, comandou o programa Museu de Cera, o programa da saudade, pois apresentava músicas antigas
Para atrair audiência, escolhia sempre temas bem populares, para alcançar grande parte da população. Fato este que acabava por atrair diferentes patrocinadores aos programas de rádio que fazia. 

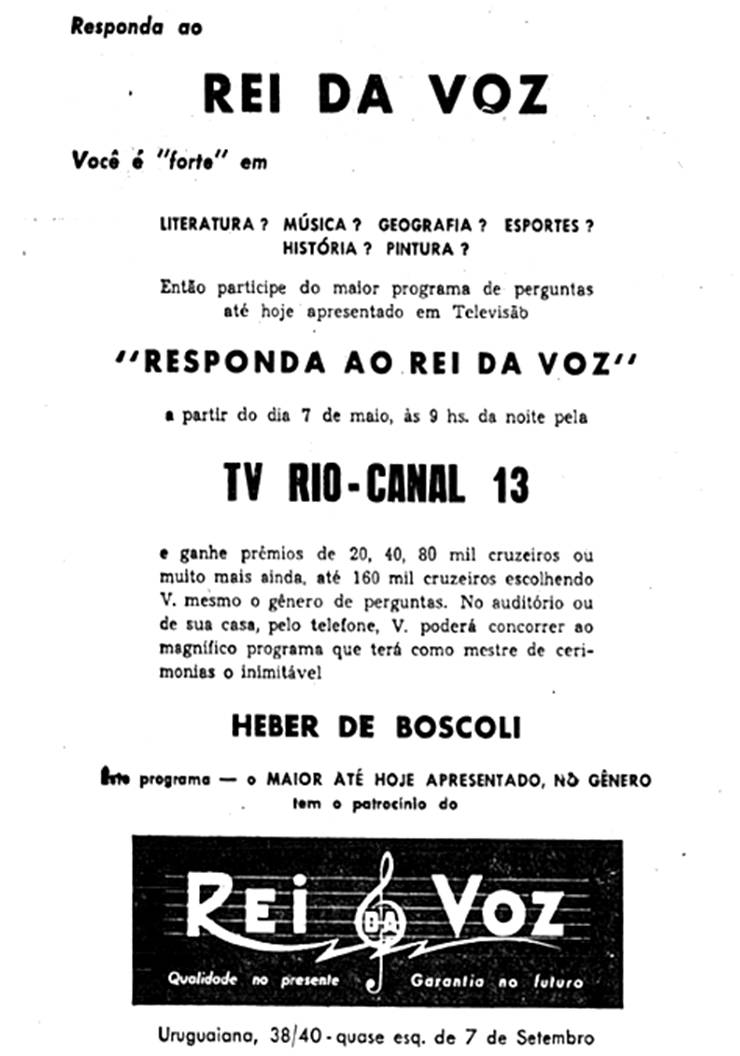
Anúncio do programa Responda ao Rei da Voz, da TV Rio

Também apresentou o programa Trem da Alegria, que fez ao lado de sua esposa Yara Salles e de Lamartine Babo, que respectivamente eram foguista e guarda-freios; Bôscoli era o maquinista. O Trem da Alegria passou pelas rádios Cruzeiro do Sul, Nacional, Rádio Globo e Mayrink Veiga entre os anos 40 e 50. (A audiência era tão grande, que o programa tinha que ser transmitido de teatros, pois os auditórios, embora grandes, não suportavam seu público, de mais de mil pessoas). O programa também ficou popularmente conhecido como "Trio de Osso", devido à magreza dos três participantes do programa. Na Rádio Mayrink Veiga, o programa passou a ser transmitido no Teatro Carlos Gomes, pois no auditório da rádio não cabia todo mundo. Daí recebeu o codinome de "O Campeão dos Auditórios".
Com Mário Martins e Lamartine Babo, comporia diversas canções, interpretadas por Cyro Monteiro, Orlando Silva, Mauricy Moura, Silvio Caldas, Rosina Pagã, entre outros. Diversos hinos para clubes foram compostos por intermédio de Heber de Bôscoli, já que foi dele a ideia de chamar Lamartine Babo para compor os hinos dos clubes cariocas de futebol. . Héber produzia também para o teatro de revista. Na televisão, comandou programas na TV Rio, como o Responda ao Rei da Voz, programa de perguntas sem limite de prêmios.
Faleceu em 1956, sua morte prematura foi causada por um infarte, que interrompeu seus trabalhos em pleno auge da carreira, quando ainda apresentava o programa Trem da Alegria. Sepultado no Cemitério de São João Batista, no Rio de Janeiro. 
Em sua memória, a rua Tegipió, no bairro carioca de Vila Isabel, recebeu a nova denominação de Rua Heber de Bôscoli em homenagem. Durante a inauguração, feita pelo então prefeito do Distrito Federal Negrão de Lima, seresteiros famosos como Orlando Silva e Carlos Galhardo cantavam melodias.
Filho de Yara Salles, o ator Victor Binot, que destacou-se como astro infantil, era enteado de Heber de Bóscoli. Héber também era primo de Ronaldo Bôscoli..